# 安德雷斯·格林艾德基斯
安德雷斯·格林艾德基斯（希臘語：Ανδρέας Γλυνιαδάκης，1981年8月21日—），希腊职业篮球运动员，曾效力于美国NBA联盟。他在2003年的NBA选秀中第2轮第58顺位被底特律活塞选中。